# Federazione di rugby a 15 del Belgio
La Federazione belga di rugby (fr. Fédération Belge de Rugby, fiam. Belgische Rugby Bond) è l'organismo di governo del rugby XV in Belgio. È stata fondata nel 1931 e si è unita all'International Rugby Board nel 1988.